# Grabels
Grabels [gʁa.bɛl] (en occitan Grabèls [gra.'bɛls][réf. nécessaire]) est une commune française située dans l'est du département de l'Hérault en région Occitanie et en périphérie nord-ouest de Montpellier.
Exposée à un climat méditerranéen, elle est drainée par la Mosson, le ruisseau de la Fosse, le ruisseau de Pézouillet et par divers autres petits cours d'eau. La commune possède un patrimoine naturel remarquable composé d'une zone naturelle d'intérêt écologique, faunistique et floristique.
Grabels est une commune urbaine qui compte 9 060 habitants en 2022, après avoir connu une forte hausse de la population depuis 1962. Elle est dans l'agglomération de Montpellier et fait partie de l'aire d'attraction de Montpellier. Ses habitants sont appelés les Grabellois et les Grabelloises.

## Géographie
Commune de l'aire urbaine de Montpellier située dans son unité urbaine à 8 km au nord-ouest de Montpellier.

### Communes limitrophes
| Combaillaux (3.31 / 3,89 km) Vailhauquès (6.93 / 10,12 km)                        | Saint-Gély-du-Fesc (4.93 / 5,68 km) | Saint-Clément-de-Rivière (5.77 / 8,34 km) Montferrier-sur-Lez (5.64 / 7,69 km) |
| Montarnaud (7.89 / 9,43 km)                                                       | Grabels                             | Clapiers (7.35 / 9,31 km) Montpellier Nord (4.93 / 6,06 km)                    |
| Murviel-lès-Montpellier (6.90 / 9,77 km) Saint-Georges-d'Orques (4.35 / 11,27 km) | Lavérune (6.98 / 10,88 km)          | Montpellier centre (7.61 / 9,55 km) Juvignac (3.87 / 7,35 km)                  |

### Hydrographie
Ce village aux rues serrées se situe en aval du pont sur la Mosson, à un endroit où deux reliefs sont proches. La plus grande partie de l'urbanisation de la seconde moitié du XXe siècle s'est étalée sur la plaine vers l'est et Montpellier. De plus petits noyaux résidentiels sont apparus autour de la ville : le long des routes départementales 102 et 127 sur la rive droite et à « Goule de Laval » au nord. La Valsière à l'est, avec des activités économiques et de recherche en bas et un quartier résidentiel au sommet, est liée au développement du quartier montpelliérain du Parc Euromédecine. L'urbanisation de Grabels et des quartiers de la rive droite est restée à distance de la Mosson, connue pour des crues lors d'orage cévenol.

### Géologie et relief
L'altitude moyenne est de 61 mètres au pont sur la Mosson à l'est jusqu'à 91 m à l'est. Les reliefs atteignent 161 m pour le plus haut point grabellois de Fontcaude, environ 145 m pour la Goule de Laval et 121 m pour le bois de la Valsière. Grabels est dominé par le quartier des Hauts de Massane sans y être directement relié : la limite avec la commune de Montpellier passe à une altitude de 119 mètres, soit environ 60 mètres de dénivelé en 250 mètres de distance.

#### Voies de communication et transports
Accès avec les transports en commun de Montpellier.

### Climat
Pour des articles plus généraux, voir Climat de l'Occitanie et Climat de l'Hérault.
En 2010, le climat de la commune est de type climat méditerranéen franc, selon une étude s'appuyant sur une série de données couvrant la période 1971-2000. En 2020, Météo-France publie une typologie des climats de la France métropolitaine dans laquelle la commune est exposée à un climat méditerranéen et est dans la région climatique  Provence, Languedoc-Roussillon, caractérisée par une pluviométrie faible en été, un très bon ensoleillement (2 600 h/an), un été chaud (21,5 °C), un air très sec en été, sec en toutes saisons, des vents forts (fréquence de 40 à 50 % de vents > 5 m/s) et peu de brouillards.
Pour la période 1971-2000, la température annuelle moyenne est de 14,4 °C, avec une amplitude thermique annuelle de 16,4 °C. Le cumul annuel moyen de précipitations est de 772 mm, avec 6,3 jours de précipitations en janvier et 2,8 jours en juillet. Pour la période 1991-2020, la température moyenne annuelle observée sur la station météorologique la plus proche, située sur la commune de Prades-le-Lez à 7 km à vol d'oiseau, est de 14,6 °C et le cumul annuel moyen de précipitations est de 869,7 mm,. Pour l'avenir, les paramètres climatiques de la commune estimés pour 2050 selon différents scénarios d'émission de gaz à effet de serre sont consultables sur un site dédié publié par Météo-France en novembre 2022.

### Milieux naturels et biodiversité

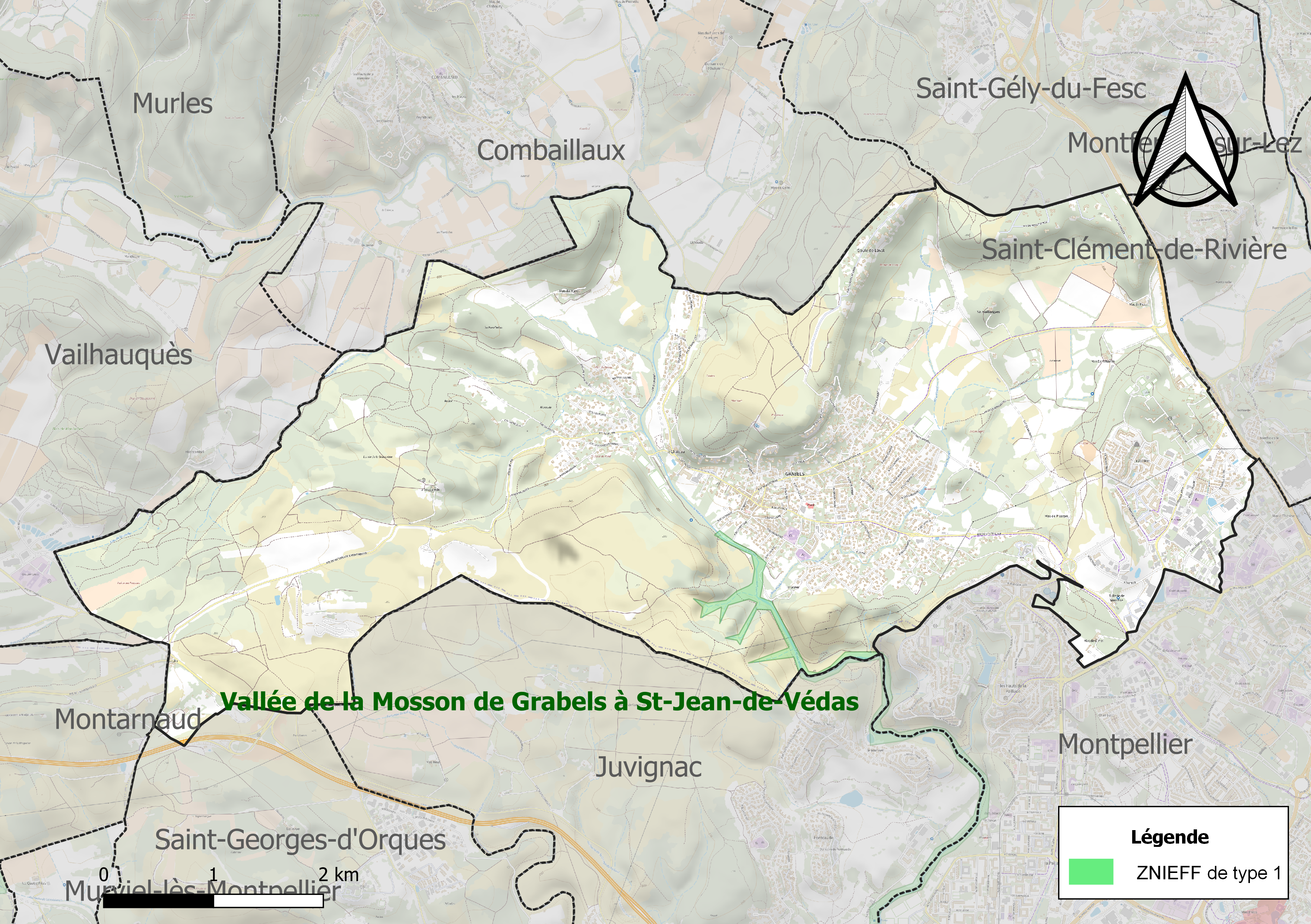
Carte de la ZNIEFF de type 1 localisée sur la commune.

L’inventaire des zones naturelles d'intérêt écologique, faunistique et floristique (ZNIEFF) a pour objectif de réaliser une couverture des zones les plus intéressantes sur le plan écologique, essentiellement dans la perspective d’améliorer la connaissance du patrimoine naturel national et de fournir aux différents décideurs un outil d’aide à la prise en compte de l’environnement dans l’aménagement du territoire. 
Une ZNIEFF de type 1 est recensée sur la commune :
la « vallée de la Mosson de Grabels à St-Jean-de-Védas » (114 ha), couvrant cinq communes du département.

## Urbanisme

### Typologie
Au 1er janvier 2024, Grabels est catégorisée grand centre urbain, selon la nouvelle grille communale de densité à sept niveaux définie par l'Insee en 2022.
Elle appartient à l'unité urbaine de Montpellier, une agglomération intra-départementale regroupant 22  communes, dont elle est une commune de la banlieue,,. Par ailleurs la commune fait partie de l'aire d'attraction de Montpellier, dont elle est une commune du pôle principal,. Cette aire, qui regroupe 161 communes, est catégorisée dans les aires de 700 000 habitants ou plus (hors Paris),.

### Occupation des sols
L'occupation des sols de la commune, telle qu'elle ressort de la base de données européenne d’occupation biophysique des sols Corine Land Cover (CLC), est marquée par l'importance des forêts et milieux semi-naturels (51,2 % en 2018), en diminution par rapport à 1990 (53,5 %). La répartition détaillée en 2018 est la suivante : 
milieux à végétation arbustive et/ou herbacée (34,9 %), zones urbanisées (19 %), zones agricoles hétérogènes (17,5 %), forêts (16,2 %), cultures permanentes (5,5 %), zones industrielles ou commerciales et réseaux de communication (4,1 %), espaces verts artificialisés, non agricoles (2,6 %), prairies (0,1 %). L'évolution de l’occupation des sols de la commune et de ses infrastructures peut être observée sur les différentes représentations cartographiques du territoire : la carte de Cassini (XVIIIe siècle), la carte d'état-major (1820-1866) et les cartes ou photos aériennes de l'IGN pour la période actuelle (1950 à aujourd'hui).

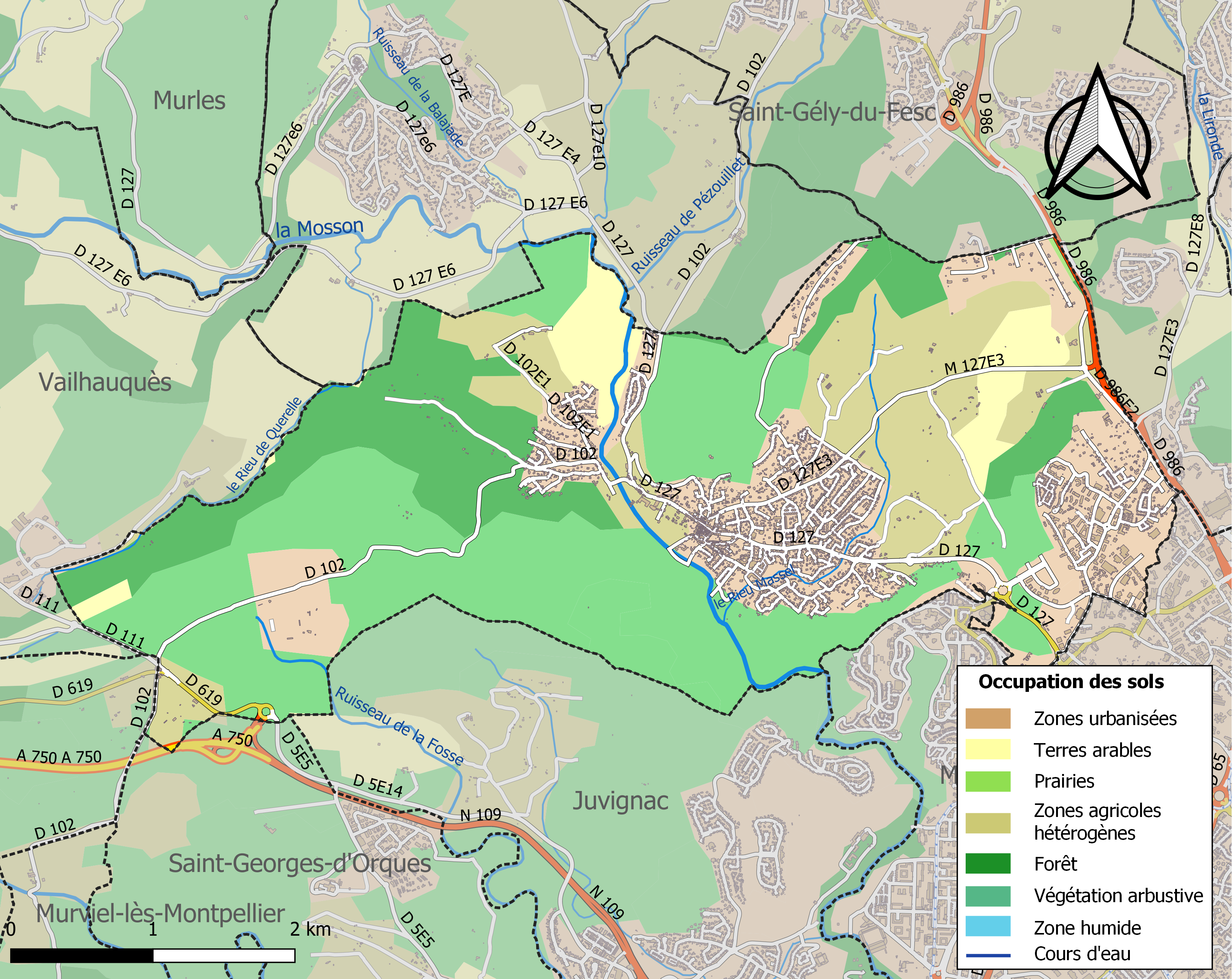
Carte des infrastructures et de l'occupation des sols de la commune en 2018 (CLC).

### Morphologie urbaine
La ville principale s'est développée autour d'un vieux village situé sur la route départementale 127 Montpellier-Viols-le-Fort.
La commune de Grabels se situe au nord-ouest de Montpellier. Le territoire se compose de deux ensembles principaux. Sur la rive gauche de la Mosson, la partie nord des garrigues de Fontcaude est la partie la moins urbanisée de la commune, en dehors de quelques parcelles agricoles dans de petites vallées et de quelques villas près du pont sur la rivière. Sur la rive droite, une plaine agricole en cours d'urbanisation depuis la seconde moitié du XXe siècle est entourée de collines dont les sommets boisés sont mités depuis les années 1990 par l'implantation de quartiers comme « la Goule-de-Laval » au nord et « la Valsière » à l'est, au plus près du territoire montpelliérain.
À environ trois kilomètres à l'ouest du vieux centre de Grabels et à un kilomètre de la route nationale 109, dans la garrigue, quelques terrains accueillent des activités de loisirs : trois pistes d'aéromodélisme, d'ULM et de karting. Au croisement qui marque l'ouest de la commune de Grabels, se trouve le lieu-dit de « Bel-Air », sur la route nationale 109 reliant Montpellier à Clermont-l'Hérault.

### Risques majeurs
Le territoire de la commune de Grabels est vulnérable à différents aléas naturels : météorologiques (tempête, orage, neige, grand froid, canicule ou sécheresse), inondations, feux de forêts et séisme (sismicité faible). Il est également exposé à un risque technologique, le transport de matières dangereuses. Un site publié par le BRGM permet d'évaluer simplement et rapidement les risques d'un bien localisé soit par son adresse soit par le numéro de sa parcelle.

#### Risques naturels

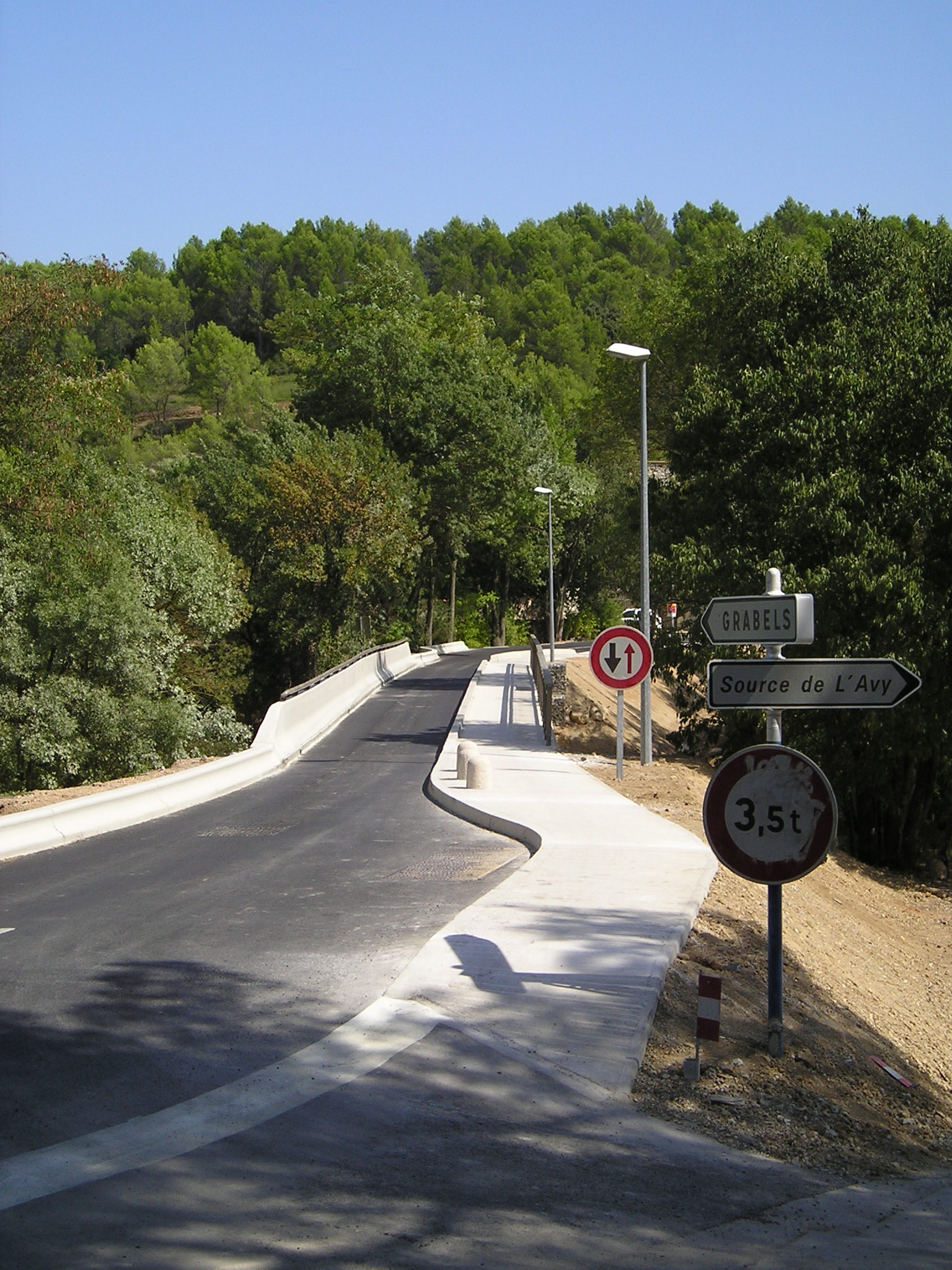
Le pont de la Mosson en 2009.

La commune fait partie du territoire à risques importants d'inondation (TRI) de Montpellier-Lunel-Maugio-Palavas, regroupant 49 communes du bassin de vie de Montpellier et s'étendant sur les départements de l'Hérault et du Gard, un des 31 TRI qui ont été arrêtés fin 2012 sur le bassin Rhône-Méditerranée, retenu au regard des risques de submersions marines et de débordements du Vistre, du Vidourle, du Lez et de la Mosson. Parmi les événements significatifs antérieurs à 2019 qui ont touché le territoire, peuvent être citées les crues de septembre 2002 et de septembre 2003 (Vidourle) et les tempêtes de novembre 1982 et décembre 1997 qui ont touché le littoral. Des cartes des surfaces inondables ont été établies pour trois scénarios : fréquent (crue de temps de retour de 10 ans à 30 ans), moyen (temps de retour de 100 ans à 300 ans) et extrême (temps de retour de l'ordre de 1 000 ans, qui met en défaut tout système de protection). La commune a été reconnue en état de catastrophe naturelle au titre des dommages causés par les inondations et coulées de boue survenues en 1982, 1994, 1997, 2001, 2002, 2003, 2005, 2011, 2014 et 2019,.
Grabels est exposée au risque de feu de forêt. Un plan départemental de protection des forêts contre les incendies (PDPFCI) a été approuvé en juin 2013 et court jusqu'en 2022, où il doit être renouvelé. Les mesures individuelles de prévention contre les incendies sont précisées par deux arrêtés préfectoraux et s’appliquent dans les zones exposées aux incendies de forêt et à moins de 200 mètres de celles-ci. L’arrêté du 25 avril 2002 réglemente l'emploi du feu en interdisant notamment d’apporter du feu, de fumer et de jeter des mégots de cigarette dans les espaces sensibles et sur les voies qui les traversent sous peine de sanctions. L'arrêté du 11 mars 2013 rend le débroussaillement obligatoire, incombant au propriétaire ou ayant droit,.

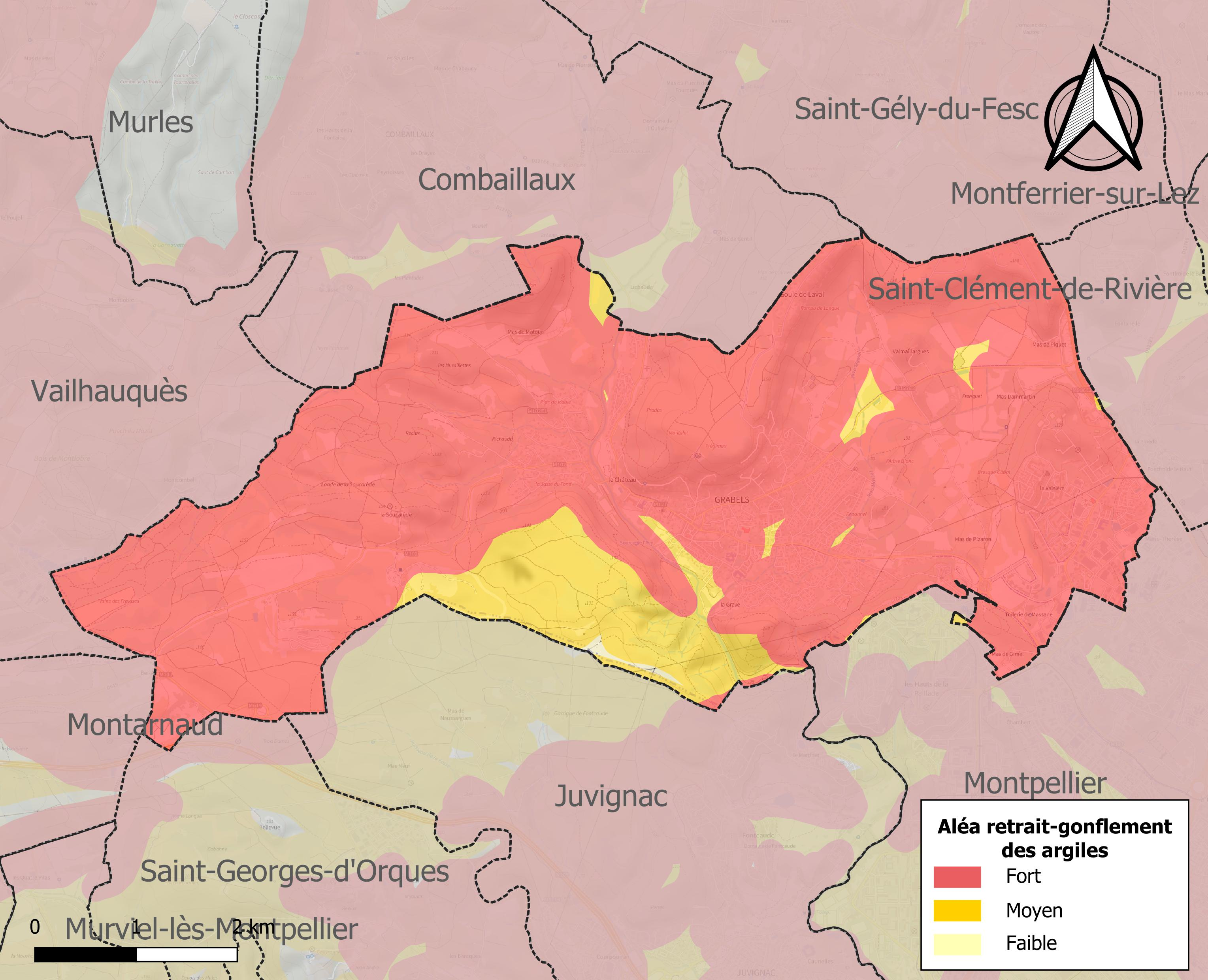
Carte des zones d'aléa retrait-gonflement des sols argileux de Grabels.

Le retrait-gonflement des sols argileux est susceptible d'engendrer des dommages importants aux bâtiments en cas d’alternance de périodes de sécheresse et de pluie. 99,8 % de la superficie communale est en aléa moyen ou fort (59,3 % au niveau départemental et 48,5 % au niveau national). Sur les 2 042 bâtiments dénombrés sur la commune en 2019, 2 042 sont en aléa moyen ou fort, soit 100 %, à comparer aux 85 % au niveau départemental et 54 % au niveau national. Une cartographie de l'exposition du territoire national au retrait gonflement des sols argileux est disponible sur le site du BRGM,.
Par ailleurs, afin de mieux appréhender le risque d’affaissement de terrain, l'inventaire national des cavités souterraines permet de localiser celles situées sur la commune.

#### Risques technologiques
Le risque de transport de matières dangereuses sur la commune est lié à sa traversée par des infrastructures routières ou ferroviaires importantes ou la présence d'une canalisation de transport d'hydrocarbures. Un accident se produisant sur de telles infrastructures est susceptible d’avoir des effets graves sur les biens, les personnes ou l'environnement, selon la nature du matériau transporté. Des dispositions d’urbanisme peuvent être préconisées en conséquence.

## Toponymie
La commune a été connue sous les variantes : Grabels cum suo termino (1120), parrochia S. Juliani de Grabelio (1166), parrochia et villa S. Juliani de Grabellis (1214), parrochia de Grabel (1302), du lieu de Grabels (1579).
Les formes anciennes de Grabels ont un -b- intervocalique. Le nom serait probablement à rattacher à un thème pré-indo-européen grap-, solution[Quoi ?] proposée par A. Nouvel.

## Histoire

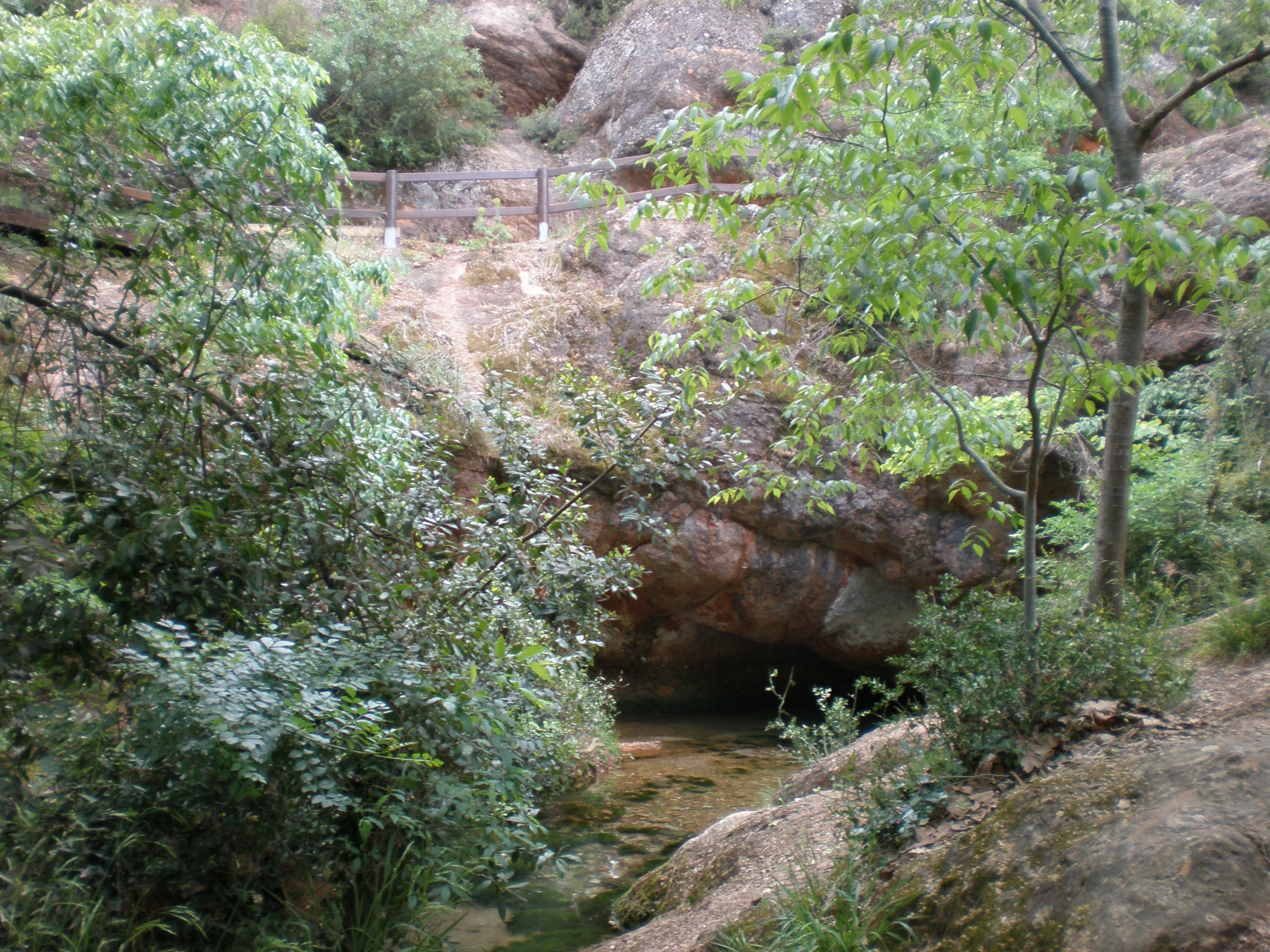
La source de l'Avy en mai 2009.

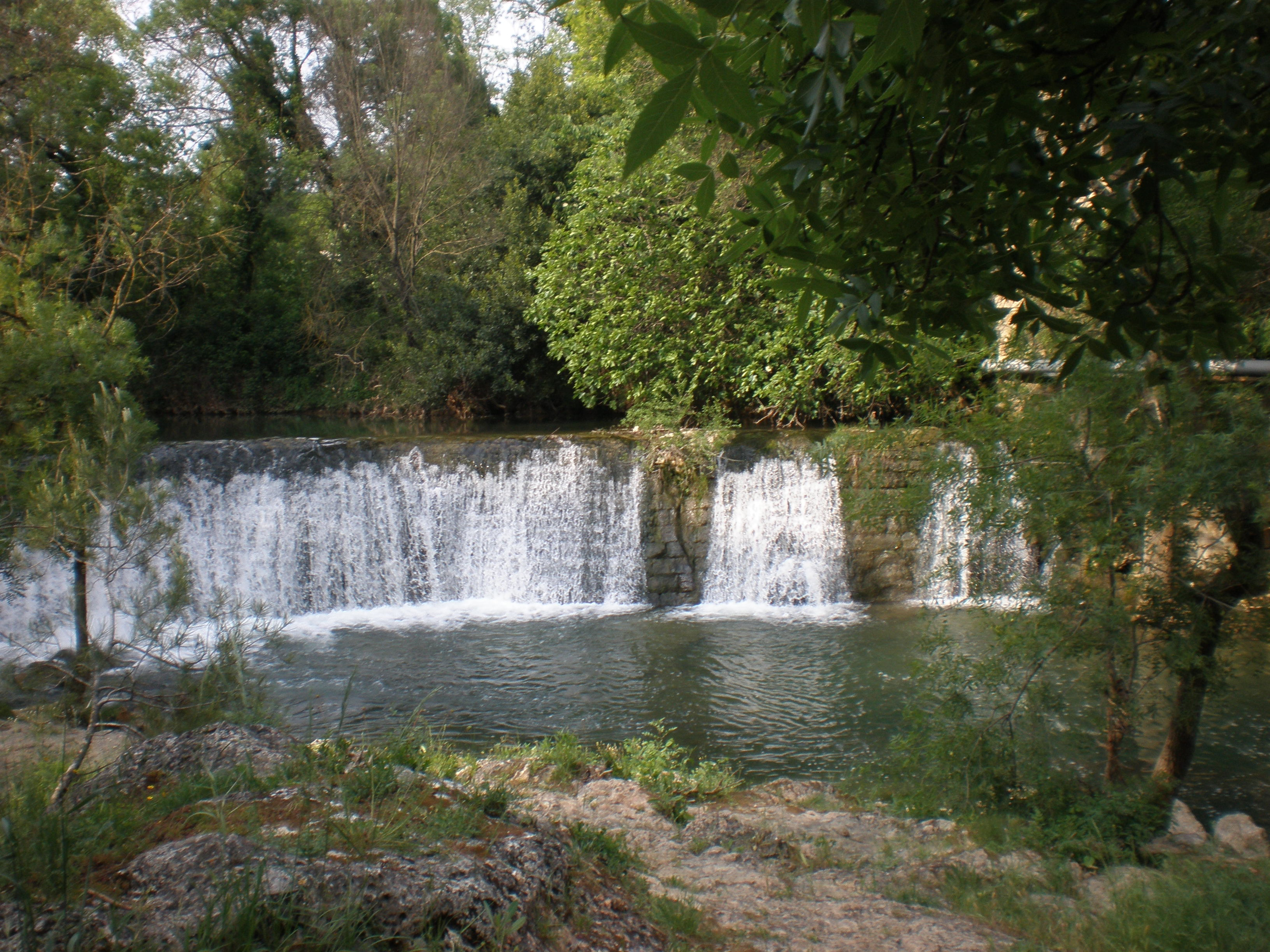
Site de la source de l'Avy, chutes d'eau sur le fleuve Mosson, en mai 2009.

Le nombre important d'habitats préhistoriques dans la vallée de la Mosson montre que les hommes y ont vécu depuis des millénaires. Les noms de Grabels et de l'Avy notamment sont d'origine préhistorique.
Le nom de Grabels est cité pour la première fois le 14 janvier 1120 dans le contrat de mariage entre Guillemette, fille de Guilhem V, seigneur de Montpellier et Bernard IV, comte de Maguelone.
Le 22 mai 1755, l'évêque de Montpellier, ayant besoin d'argent pour restaurer son château de Lavérune, vend aux enchères à Louis de Solas, Trésorier de France, la seigneurie de Grabels et de Combaillaux. Le mas de la Font, près de la source devient ainsi le château de Grabels, la seigneurie disparaît en 1789.
Les événements les plus importants de l'histoire de Grabels se déroulent en 1621 et 1622, à la fin des guerres de religion : siège et prise du village par les protestants révoltés, destruction de l'église, du presbytère, d'une partie du rempart et de la porte du Porquier, paiement d'une très forte rançon. L'église ne sera reconstruite qu'en 1666.

## Politique et administration

### Liste des maires
| Période           | Période                      | Identité                        | Étiquette | Qualité |
| ----------------- | ---------------------------- | ------------------------------- | --------- | --- |
| 8 mars 1751       | 1776                         | Guillaume Montels               |           | |
| 1776              | 1779                         | Pierre Ribeyrolles              |           | |
| 1779              | 1781                         | Antoine Vessière                |           | |
| 1782              | 1783                         | Jean Jonquet                    |           | |
| 1784              | 1785                         | Pierre Couder                   |           | |
| 1786              | 1787                         | Estienne Desfour                |           | |
| 1788              | 1789                         | Guillaume Reboul                |           | |
| 31 janvier 1790   | 1791                         | Pierre Ribeyrolles              |           | Premier maire élu |
| novembre 1791     | 1792                         | Etienne Desfours                |           | |
| novembre 1792     | 1793                         | Guillaume Reboul                |           | |
| 9 mars 1794       | 11 octobre 1795              | Pierre Couder                   |           | |
| 8 novembre 1795   | 1798                         | Pierre Avinens                  |           | |
| 30 mars 1798      | 1800                         | Pierre Couder                   |           | |
| 18 juin 1800      | 1825                         | Antoine Aumelas                 |           | |
| 3 octobre 1825    | 13 décembre 1825             | Jean Reboul                     |           | |
| 12 janvier 1826   | 1830                         | Guillaume Ricard                |           | |
| 11 septembre 1830 | 1834                         | Jean-Pierre Ricard              |           | |
| 15 septembre 1834 | janvier 1835                 | Jean Combes                     |           | |
| 24 janvier 1835   | 1835                         | Jean Flottes                    |           | |
| 1 avril 1835      | 1848                         | Charles Guizard                 |           | |
| 13 août 1848      | 15 mars 1849                 | Jean Ricard                     |           | |
| 25 mars 1849      | 6 juin 1849                  | Jean Combes                     |           | |
| 17 juin 1849      | 1 août 1865                  | Pierre Chazot                   |           | |
| 26 août 1865      | 27 avril 1866                | Jules de Robernier              |           | |
| 1866              | 21 octobre 1867              | Jean-Louis Varlet               |           | |
| 15 novembre 1867  | 1869                         | Pierre Vassal                   |           | |
| 4 mai 1869        | 1870                         | Jean Couder                     |           | |
| 13 septembre 1870 | 20 mai 1871                  | Pierre Fargues                  |           | |
| 21 mai 1871       | 1872                         | Jean-Louis Varlet               |           | |
| 20 février 1872   | 30 mai 1876                  | Jean-Paul Flottes               |           | |
| 15 octobre 1876   | 1878                         | Jean Fargues                    |           | |
| 6 janvier 1878    | 1892                         | Pierre-Jean David               |           | |
| 15 mai 1892       | 6 mai 1900                   | Antoine Jonquet                 |           | |
| 6 mai 1900        | 1924                         | Louis Teillard                  |           | Suspendu de ses fonctions en 1907, réélu en 1908 |
| 15 juin 1924      | 3 mai 1925                   | Auguste Vessière                |           | |
| 3 mai 1925        | 5 mai 1929                   | Charles Flottes                 |           | |
| 5 mai 1929        | 1937                         | Pierre Couder                   |           | |
| 1937              | 1941                         | André Marius Théron             |           | |
| 1941              | 1944                         | Délégation spéciale             |           | |
| 20 octobre 1944   | 1945                         | André Théron                    |           | |
| 29 avril 1945     | 19 mars 1959                 | Pierre Teillard                 |           | |
| 19 mars 1959      | 27 mars 1965                 | Auguste Ribeyrolles             |           | |
| 27 mars 1965      | 18 mars 1983                 | Pierre Doumergue                | DVG       | |
| 18 mars 1983      | 24 mars 1989                 | Roger Privat                    | DVG       | |
| 24 mars 1989      | 1989                         | André Falgueirettes (1942-2023) | DVG       | Électronicien Mandat écourté après l'annulation du scrutin de mars 1989 par le tribunal administratif de Montpellier puis le Conseil d'État                                           |
| 1989              | avril 1990                   | Pierre Varaine                  |           | Président de la délégation spéciale |
| avril 1990        | mars 2001                    | André Falgueirettes (1942-2023) | DVG       | Électronicien retraité, maire honoraire Reconduit dans ses fonctions à la suite d'une élection municipale partielle                                                                   |
| mars 2001         | 22 mars 2008                 | Bernard Prunet                  | DVD       | Avocat |
| 22 mars 2008      | En cours (au 3 juillet 2020) | René Revol                      | PG-FI     | Professeur de sciences économiques et sociales Vice-président Montpellier Méditerranée Métropole Suppléant des députées Muriel Ressiguier (2017 → 2022) puis Nathalie Oziol (2022 → ) |

## Démographie
L'évolution du nombre d'habitants est connue à travers les recensements de la population effectués dans la commune depuis 1793. Pour les communes de moins de 10 000 habitants, une enquête de recensement portant sur toute la population est réalisée tous les cinq ans, les populations de référence des années intermédiaires étant quant à elles estimées par interpolation ou extrapolation. Pour la commune, le premier recensement exhaustif entrant dans le cadre du nouveau dispositif a été réalisé en 2006.

En 2022, la commune comptait 9 060 habitants, en évolution de +9,41 % par rapport à 2016 (Hérault : +7,49 %, France hors Mayotte : +2,11 %).
| 1793 | 1800 | 1806 | 1821 | 1831 | 1836 | 1841 | 1846 | 1851 |
| ---- | ---- | ---- | ---- | ---- | ---- | ---- | ---- | ---- |
| 381  | 354  | 361  | 348  | 533  | 540  | 570  | 615  | 658  |

| 1856 | 1861 | 1866 | 1872 | 1876 | 1881 | 1886 | 1891 | 1896 |
| ---- | ---- | ---- | ---- | ---- | ---- | ---- | ---- | ---- |
| 689  | 696  | 750  | 728  | 717  | 638  | 621  | 630  | 645  |

| 1901 | 1906 | 1911 | 1921 | 1926 | 1931 | 1936 | 1946 | 1954 |
| ---- | ---- | ---- | ---- | ---- | ---- | ---- | ---- | ---- |
| 682  | 682  | 713  | 684  | 676  | 716  | 647  | 610  | 731  |

| 1962 | 1968  | 1975  | 1982  | 1990  | 1999  | 2006  | 2011  | 2016  |
| ---- | ----- | ----- | ----- | ----- | ----- | ----- | ----- | ----- |
| 835  | 1 020 | 1 537 | 2 527 | 3 130 | 5 438 | 5 906 | 6 543 | 8 281 |

| 2021  | 2022  | - | - | - | - | - | - | - |
| ----- | ----- | - | - | - | - | - | - | - |
| 8 973 | 9 060 | - | - | - | - | - | - | - |

## Économie et industrie
- IdSolutions (créée en 2016), tests diagnostiques, oncologie et virus[41].
- EB Etanchéité (depuis 2015), étanchéité des bâtiments techniques et industriels.

## Culture et patrimoine

### Monuments et sites
Les monuments grabellois :
- Les remparts ;
- Le porche ;
- La tour de l'horloge ;
- La fontaine carrée ;

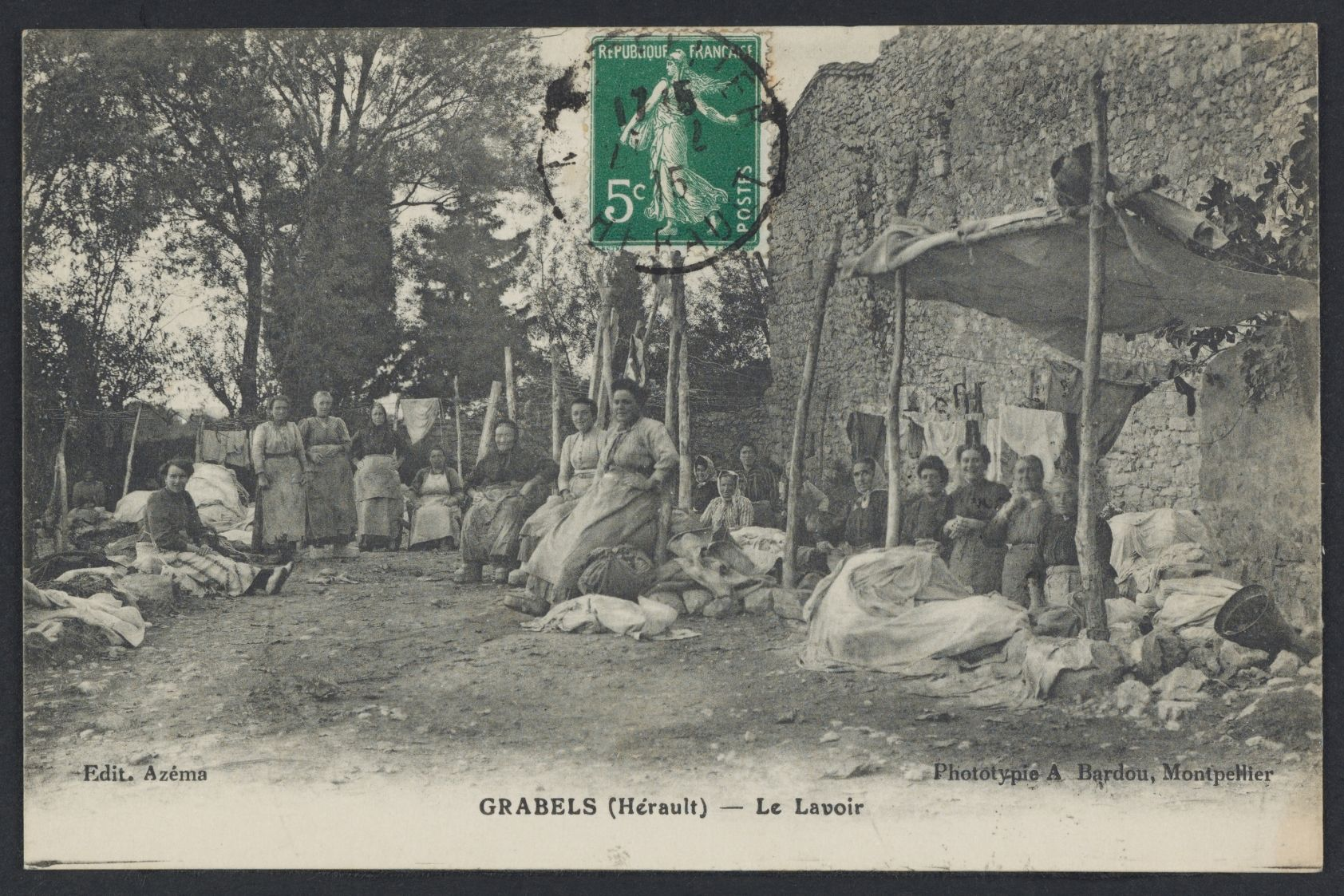
Carte postale du lavoir (1915).

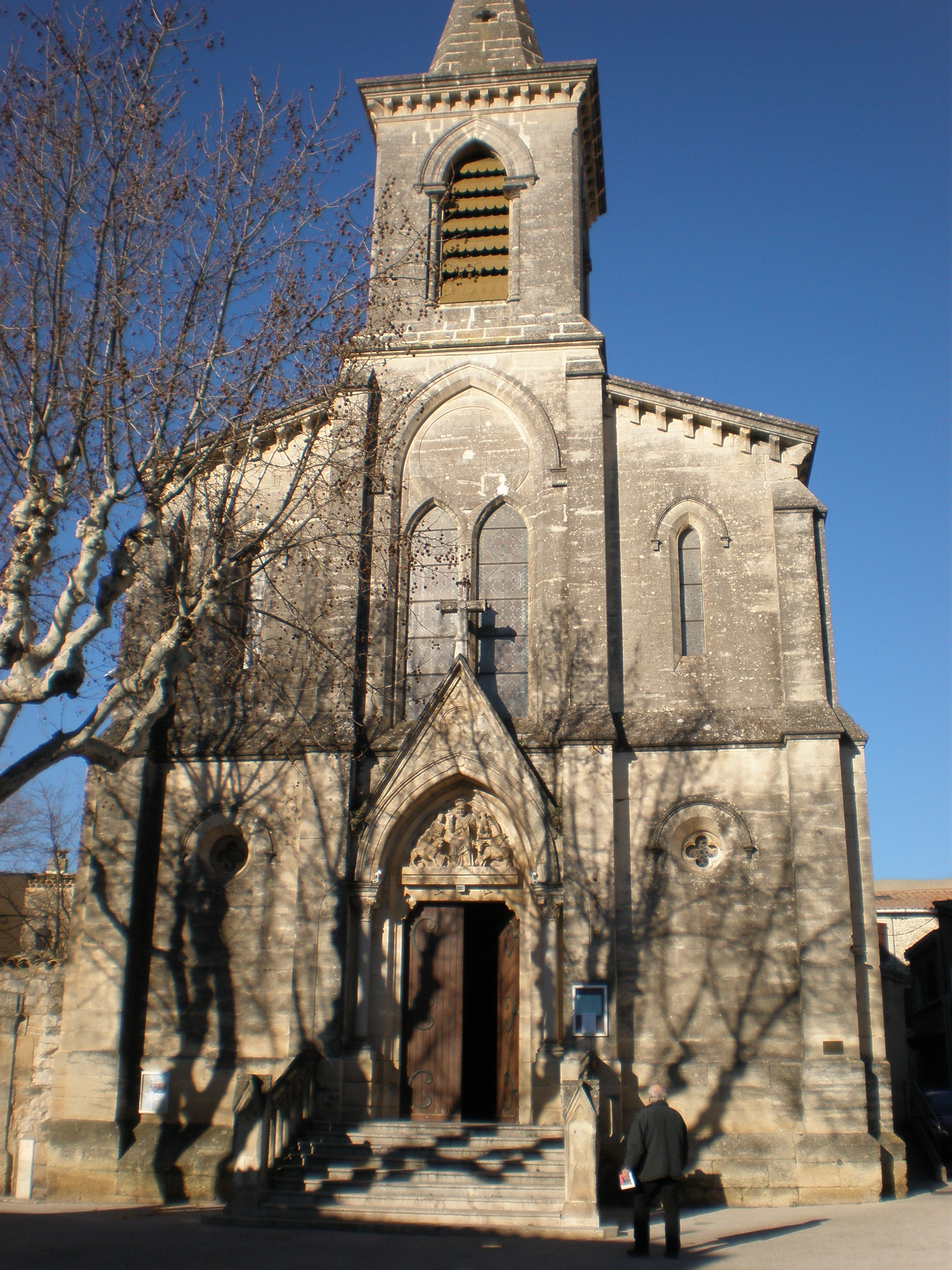
Église Saint-Julien et Saint-Basilisse de Grabels.

- La fontaine de la place Paul-Chassary ;
- La tour de la Valsière ;
- La tuilerie ;
- Les deux châteaux ;
- Les croix ;
- L'Église Saint-Julien-et-Sainte-Basilisse de Grabels, aux deux clochers. L'église est dédié aux saints Julien et Basilisse ;
- Le cheval de Giovanni Ingrato ;
- La salle de la Gerbe ;
- La tour de Montredon.

### Personnalités liées à la commune
- Joseph Delteil (1894-1978), écrivain ;
- Jérôme Rota (1973-), informaticien inventeur du DivX (format vidéo numérique) ;
- Fabrice Bellard (1972-), informaticien/mathématicien, ancien recordman du monde de la décimale la plus éloignée de Pi et auteur des programmes FFmpeg et QEMU ;
- Pierre Soulages (1919-2022), peintre de renommée internationale. Il occupe le Mas de la Valsière (Grabels) pendant deux ans (juin 1942-juin 1944) où il rencontre Joseph Delteil ;
- Michel Cordes (1945-2023), acteur de Plus belle la vie, il met fin à ses jours dans sa résidence située au 27 rue des Lavandes,  Grabels[42]

### La Via Tolosana
Un itinéraire moderne de la via Tolosana passe par Grabels. Il est balisé par la Fédération française de la randonnée pédestre en tant que sentier de grande randonnée GR 653. Le sentier arrive de Montpellier et continue vers Montarnaud.

### Héraldique
|  | Les armoiries de Grabels se blasonnent ainsi : De gueules à la gerbe d'or, au chef d'argent chargé de trois étoiles d'azur. |